# 2,2-二甲氧基乙胺
2,2-二甲氧基乙胺也称氨基乙醛缩二甲醇，是一种有机化合物，化学式为C4H11NO2。它是重要的药物中间体，可由它可由N-(2,2-二甲氧基乙基)邻苯二甲酰亚胺和肼在氢氧化钠溶液中反应得到。它和萘-2-甲醛在甲苯中回流反应，可以得到2,2-二甲氧基-N-(2-萘亚甲基)乙胺。